# West Haven (Vermont)
West Haven város az USA Vermont államában, Rutland megyében. Lakosainak száma 239 fő (2020. április 1.).

## Népesség
A település népességének változása:

| 2010 | 264 |
| 2020 | 239 |